# Eddy Navia
Eddy Navía Dalence (Potosí, 6 de septiembre de 1949) es un cantautor, compositor y músico boliviano.

## Biografía
Empezó su trayectoria musical en la década de 1960 cuando junto con sus amigos del colegio formó el grupo Los Rebeldes, con quienes tocaba música de Los Beatles. Luego de un viaje de estudios y tras dejar su tierra natal decidió dedicarse al estudio y la interpretación del charango. 
En 1970 grabó tres discos junto al cantante Gerardo Arias y en 1975 cofundó el conjunto Savia Andina junto a Alcides Mejia, Oscar Castro, Gerardo Arias y, temporalmente, Julio César Paredes.
Fue el primer charanguista boliviano en interpretar obras representativas de música clásica en un disco que Savia Andina editó en 1978, con obras reinrepretadas con instrumentos y ritmos andinos.
En 1989 dejó Savia Andina para ir a los Estados Unidos, donde junto a Alcídes Mejía formó el grupo Sukay, activo hasta 2014. También grabó discos en solitario y con su amigo Gerardo Arias: Eddy Navía en charango, Mozart en Macchu Picchu y Eddy Navía & Gerardo Arias.
Los últimos años ha regentado en Estados Unidos la peña Pachamama, en donde interpreta música con su hijo Gabriel Navía y su esposa Quentin Navia. Con su esposa, además, Eddy creó una compañía de grabación.

## Reconocimientos
En 1997 fue nombrado "Maestro del Charango", título que le otorgó la Sociedad Boliviana del Charango y la Oficialía Mayor de Cultura del Gobierno Municipal de La Paz en el II Congreso Nacional de Charanguistas.
En 2012 y 2013 fue nominado a los Premios Grammy por sus discos de música folklórica Piano y charango y Carnaval en Piano Charango, grabado junto con el maestro Cubano Chuchito Valdés.